# Krisztián Sárneczky
Krisztián Sárneczky (Budapest, 6 novembre 1974) è un astronomo ungherese.
Il Minor Planet Center gli accredita la scoperta di 682 asteroidi, effettuate tra il 1998 e il 2016, parte delle quali in collaborazione con Evelin Bányai, Balázs Csák, Tibor Csörgei, Alíz Derekas, Anikó Farkas, Gábor Fűrész, Zsuzsanna Heiner, Gabriella Hodosán, Ádám Kárpáti, János Kelemen, Amanda Király, László Kiss, Zoltán Kuli, Stefan Kürti, Marco Langbroek, Szabolcs Mészáros, György Mező, Csilla Orgel, András Pál, Brigitta Sipőcz, Gyula M. Szabó, Tamás Szalai, Dorottya Szám, Péter Székely, Attila Szing e Krisztián Vida.
Il 20 gennaio 2024 ha scoperto l'asteroide 2024 BX1 che poche ore dopo ha impattato la Terra ed è stato recuperato come meteorite il 25 gennaio 2024. Il 10 novembre 2024 ha scoperto una cometa non periodica, la C/2024 V2 Sárneczky .
Gli è stato dedicato l'asteroide 10258 Sárneczky.
| 14181 Koromházi         | 20 novembre 1998  |
| 23718 Horgos            | 2 aprile 1998     |
| 28196 Szeged            | 15 dicembre 1998  |
| 31872 Terkán            | 13 marzo 2000     |
| 37432 Piszkéstető       | 11 gennaio 2002   |
| 38442 Szilárd           | 24 settembre 1999 |
| 39971 József            | 2 aprile 1998     |
| 44479 Oláheszter        | 24 novembre 1998  |
| 45300 Thewrewk          | 1º gennaio 2000   |
| 53029 Wodetzky          | 22 novembre 1998  |
| 64974 Savaria           | 11 gennaio 2002   |
| 67308 Öveges            | 21 aprile 2000    |
| 68114 Deákferenc        | 1º gennaio 2001   |
| 68144 Mizser            | 1º gennaio 2001   |
| 72071 Gábor             | 31 dicembre 2000  |
| 73511 Lovas             | 25 dicembre 2002  |
| 75555 Wonaszek          | 31 dicembre 1999  |
| 75570 Jenőwigner        | 1º gennaio 2000   |
| 75823 Csokonai          | 28 gennaio 2000   |
| 82071 Debrecen          | 31 dicembre 2000  |
| 82092 Kalocsa           | 27 febbraio 2001  |
| 82656 Puskás            | 10 agosto 2001    |
| 84919 Karinthy          | 3 novembre 2003   |
| 84921 Morkoláb          | 9 novembre 2003   |
| 84995 Zselic            | 26 dicembre 2003  |
| 84996 Hortobágy         | 26 dicembre 2003  |
| 86196 Specula           | 24 settembre 1999 |
| 89973 Aranyjános        | 8 settembre 2002  |
| 90370 Jókaimór          | 7 luglio 2003     |
| 90376 Kossuth           | 5 novembre 2003   |
| 91024 Széchenyi         | 28 febbraio 1998  |
| 95179 Berkó             | 16 gennaio 2002   |
| 95785 Csányivilmos      | 27 marzo 2003     |
| 95954 Bayzoltán         | 23 agosto 2003    |
| 106869 Irinyi           | 31 dicembre 2000  |
| 107052 Aquincum         | 1º gennaio 2001   |
| 111468 Alba Regia       | 23 dicembre 2001  |
| 111570 Ágasvár          | 11 gennaio 2002   |
| 111594 Ráktanya         | 11 gennaio 2002   |
| 113202 Kisslászló       | 7 settembre 2002  |
| 113203 Szabó            | 7 settembre 2002  |
| 113214 Vinkó            | 9 settembre 2002  |
| 114659 Sajnovics        | 28 marzo 2003     |
| 114987 Tittel           | 26 agosto 2003    |
| 114990 Szeidl           | 26 agosto 2003    |
| 114991 Balázs           | 26 agosto 2003    |
| 115058 Tassantal        | 4 settembre 2003  |
| 115059 Nagykároly       | 5 settembre 2003  |
| 115254 Fényi            | 22 settembre 2003 |
| 115885 Ganz             | 6 novembre 2003   |
| 117086 Lóczy            | 8 giugno 2004     |
| 117711 Degenfeld        | 1º aprile 2005    |
| 117712 Podmaniczky      | 1º aprile 2005    |
| 117713 Kövesligethy     | 2 aprile 2005     |
| 117714 Kiskartal        | 2 aprile 2005     |
| 120324 Falusandrás      | 21 giugno 2004    |
| 121817 Szatmáry         | 2 gennaio 2000    |
| 125071 Lugosi           | 8 ottobre 2001    |
| 126245 Kandókálmán      | 13 gennaio 2002   |
| 126315 Bláthy           | 13 gennaio 2002   |
| 128062 Szrogh           | 6 luglio 2003     |
| 128426 Vekerdi          | 18 giugno 2004    |
| 129259 Tapolca          | 25 agosto 2005    |
| 131762 Csonka           | 11 gennaio 2002   |
| 131763 Donátbánki       | 11 gennaio 2002   |
| 132718 Kemény           | 23 luglio 2002    |
| 132824 Galamb           | 17 agosto 2002    |
| 132874 Latinovits       | 9 settembre 2002  |
| 133161 Ruttkai          | 24 agosto 2003    |
| 133250 Rubik            | 5 settembre 2003  |
| 134130 Apáczai          | 3 gennaio 2005    |
| 136273 Csermely         | 25 dicembre 2003  |
| 135799 Ráczmiklós       | 7 settembre 2002  |
| 136473 Bakosgáspár      | 1º aprile 2005    |
| 136518 Opitz            | 28 settembre 2005 |
| 137066 Gellért-hegy     | 23 novembre 1998  |
| 139028 Haynald          | 28 febbraio 2001  |
| 142275 Simonyi          | 8 settembre 2002  |
| 143579 Dérimiksa        | 28 marzo 2003     |
| 145075 Zipernowsky      | 6 aprile 2005     |
| 145488 Kaczendre        | 4 novembre 2005   |
| 145593 Xántus           | 18 agosto 2006    |
| 147421 Gárdonyi         | 1º aprile 2003    |
| 150081 Steindl          | 19 ottobre 2006   |
| 151242 Hajós            | 11 gennaio 2002   |
| 151659 Egerszegi        | 25 dicembre 2002  |
| 152454 Darnyi           | 3 novembre 2005   |
| 154141 Kertész          | 12 marzo 2002     |
| 154493 Portisch         | 27 marzo 2003     |
| 155215 Vámostibor       | 4 novembre 2005   |
| 155217 Radnóti          | 9 novembre 2005   |
| 156580 Madách           | 3 marzo 2002      |
| 157020 Fertőszentmiklós | 26 agosto 2003    |
| 157141 Sopron           | 6 agosto 2004     |
| 157721 Kölcsey          | 24 gennaio 2006   |
| 159629 Brunszvik        | 16 gennaio 2002   |
| 159974 Badacsony        | 24 gennaio 2006   |
| 160001 Bakonybél        | 5 aprile 2006     |
| 161092 Zsigmond         | 29 luglio 2002    |
| 161349 Mecsek           | 19 settembre 2003 |
| 161913 Hunyadi          | 5 marzo 2007      |
| 161975 Kincsem          | 8 giugno 2007     |
| 163819 Teleki           | 7 settembre 2003  |
| 164268 Hajmási          | 11 novembre 2004  |
| 166028 Karikókatalin    | 11 gennaio 2002   |
| 166886 Ybl              | 25 dicembre 2002  |
| 167018 Csontoscsaba     | 23 agosto 2003    |
| 167341 Börzsöny         | 3 novembre 2003   |
| 168203 Kereszturi       | 5 maggio 2006     |
| 170644 Tepliczky        | 25 dicembre 2003  |
| 170900 Jendrassik       | 11 novembre 2004  |
| 171118 Szigetköz        | 2 aprile 2005     |
| 171429 Hunstead         | 1º settembre 2007 |
| 172593 Vörösmarty       | 5 novembre 2003   |
| 175281 Kolonics         | 28 maggio 2005    |
| 175437 Zsivótzky        | 21 agosto 2006    |
| 175566 Papplaci         | 1º ottobre 2006   |
| 175567 Csadaimre        | 14 ottobre 2006   |
| 177157 Skoffelza        | 18 settembre 2003 |
| 178156 Borbála          | 17 ottobre 2006   |
| 178796 Posztoczky       | 27 febbraio 2001  |
| 180824 Kabos            | 2 aprile 2005     |
| 180857 Hofigéza         | 28 aprile 2005    |
| 181298 Ladányi          | 17 agosto 2006    |
| 181392 Katonajózsef     | 23 settembre 2006 |
| 184930 Gobbihilda       | 4 novembre 2005   |
| 185196 Vámbéry          | 15 ottobre 2006   |
| 187125 Marxgyörgy       | 31 agosto 2005    |
| 189320 Lakitsferenc     | 22 dicembre 2006  |
| 190504 Hermanottó       | 22 aprile 2000    |
| 191341 Lánczos          | 24 agosto 2003    |
| 191551 Glücklich        | 6 novembre 2003   |
| 191856 Almáriván        | 11 novembre 2004  |
| 191857 Illéserzsébet    | 12 novembre 2004  |
| 192155 Hargittai        | 21 aprile 2006    |
| 194970 Márai            | 13 gennaio 2002   |
| 196005 Róbertschiller   | 12 settembre 2002 |
| 196736 Munkácsy         | 19 settembre 2003 |
| 199630 Szitkay          | 2 aprile 2006     |
| 199632 Mahlerede        | 2 aprile 2006     |
| 199687 Erősszsolt       | 21 aprile 2006    |
| 199688 Kisspéter        | 21 aprile 2006    |
| 199696 Kemenesi         | 25 aprile 2006    |
| 197192 Kazinczy         | 5 novembre 2003   |
| 202599 Harkányi         | 24 aprile 2006    |
| 202790 Babits           | 25 agosto 2008    |
| 206574 Illyés           | 3 novembre 2003   |
| 207481 Kékes            | 24 aprile 2006    |
| 207504 Markusovszky     | 25 aprile 2006    |
| 209054 Lombkató         | 23 agosto 2003    |
| 209089 Csépevaléria     | 18 settembre 2003 |
| 209791 Tokaj            | 1º aprile 2005    |
| 210070 Robertcapa       | 19 agosto 2006    |
| 210421 Freundtamás      | 19 dicembre 2007  |
| 210435 Pollackmihály    | 28 dicembre 2008  |
| 214558 Korányi          | 18 agosto 2006    |
| 216194 Újvárosy         | 17 ottobre 2006   |
| 216808 Tolmárgyula      | 14 ottobre 2006   |
| 217398 Tihany           | 5 aprile 2005     |
| 218274 Albertferenc     | 29 marzo 2003     |
| 219008 Igazantal        | 23 dicembre 2008  |
| 221454 Mayerlambert     | 23 gennaio 2006   |
| 221528 Kosztolányi      | 14 ottobre 2006   |
| 221853 Gábrisgyula      | 1 aprile 2008     |
| 227218 Rényi            | 5 settembre 2005  |
| 228893 Gerevich         | 6 settembre 2003  |
| 230656 Kovácspál        | 19 settembre 2003 |
| 231278 Kárpáti          | 25 gennaio 2006   |
| 231368 Hunfalvy         | 22 aprile 2006    |
| 231470 Bedding          | 2 settembre 2007  |
| 231571 Tubolyvince      | 22 ottobre 2008   |
| 233893 Honthyhanna      | 21 dicembre 2008  |
| 234294 Pappsándor       | 31 dicembre 2000  |
| 235201 Lorántffy        | 23 settembre 2003 |
| 236170 Cholnoky         | 9 novembre 2005   |
| 238710 Halassy          | 4 aprile 2005     |
| 238771 Juhászbalázs     | 12 maggio 2005    |
| 240364 Kozmutza         | 20 settembre 2003 |
| 240697 Gemenc           | 1º aprile 2005    |
| 240757 Farkasberci      | 26 maggio 2005    |
| 241363 Érdibálint       | 19 dicembre 2007  |
| 241368 Hildjózsef       | 24 febbraio 2008  |
| 242523 Kreszgéza        | 5 gennaio 2005    |
| 247542 Ripplrónai       | 8 settembre 2002  |
| 250526 Steinerzsuzsanna | 11 agosto 2004    |
| 253412 Ráskaylea        | 23 agosto 2003    |
| 254846 Csontváry        | 5 settembre 2005  |
| 254876 Strommer         | 24 settembre 2005 |
| 255257 Mechwart         | 4 novembre 2005   |
| 257211 Kulizoli         | 21 dicembre 2008  |
| 257212 Rózsahegyi       | 22 dicembre 2008  |
| 260098 Staargyula       | 18 giugno 2004    |
| 260601 Wesselényi       | 2 aprile 2005     |
| 265059 Bajorgizi        | 18 settembre 2003 |
| 265490 Szabados         | 1º aprile 2005    |
| 265594 Keletiágnes      | 5 settembre 2005  |
| 266622 Málna            | 24 agosto 2008    |
| 269232 Tahin            | 21 agosto 2008    |
| 269742 Kroónorbert      | 23 ottobre 1998   |
| 271009 Reitterferenc    | 25 dicembre 2002  |
| 274302 Abaházi          | 24 agosto 2008    |
| 274810 Fedáksári        | 27 dicembre 2008  |
| 276975 Heller           | 11 novembre 2004  |
| 277106 Forgó            | 1º aprile 2005    |
| 284357 Semseyandor      | 23 settembre 2006 |
| 287693 Hugonnaivilma    | 24 agosto 2003    |
| 287711 Filotáslili      | 26 agosto 2003    |
| 287787 Karády           | 20 settembre 2003 |
| 290129 Rátzlászló       | 31 agosto 2005    |
| 301946 Bugyi            | 28 gennaio 2000   |
| 303648 Mikszáth         | 27 maggio 2005    |
| 304368 Móricz           | 26 settembre 2006 |
| 313116 Pálvenetianer    | 31 dicembre 2000  |
| 314163 Kittenberger     | 1º aprile 2005    |
| 318547 Fidrich          | 2 aprile 2005     |
| 318694 Keszthelyi       | 29 agosto 2005    |
| 318698 Barthalajos      | 30 agosto 2005    |
| 320260 Bertout          | 31 agosto 2007    |
| 322912 Jedlik           | 11 gennaio 2002   |
| 327512 Bíró             | 24 gennaio 2006   |
| 334756 Leövey           | 4 settembre 2003  |
| 338373 Fonóalbert       | 25 dicembre 2002  |
| 344641 Szeleczky        | 23 agosto 2003    |
| 345648 Adyendre         | 1 ottobre 2006    |
| 348407 Patkósandrás     | 12 maggio 2005    |
| 351785 Reguly           | 21 aprile 2006    |
| 376694 Kassák           | 30 gennaio 2011   |
| 378920 Vassimre         | 24 ottobre 2008   |
| 390743 Telkesmária      | 20 settembre 2003 |
| 391988 Illmárton        | 27 dicembre 2008  |
| 399565 Dévényanna       | 20 settembre 2003 |
| 402008 Laborfalviróza   | 26 agosto 2003    |
| 405571 Erdőspál         | 31 agosto 2005    |
| 413233 Várkonyiágnes    | 20 settembre 2003 |
| 418891 Vizi             | 31 dicembre 2008  |
| 423380 Juhászárpád      | 12 maggio 2005    |
| 423433 Harsányi         | 29 agosto 2005    |
| 446957 Priellekornélia  | 19 settembre 2003 |
| 450297 Csákánybéla      | 8 agosto 2004     |
| 461650 Paisdezső        | 3 aprile 2005     |
| 464745 Péterrózsa       | 5 settembre 2003  |
| 469773 Kitaibel         | 30 agosto 2005    |
| 474440 Nemesnagyágnes   | 5 luglio 2003     |
| 483454 Hosszúkatinka    | 13 gennaio 2002   |
| 499526 Romhányi         | 2 settembre 2010  |
| 523954 Guman            | 22 ottobre 1998   |
| 524638 Kaffkamargit     | 21 settembre 2003 |
| 541185 Boldogkői        | 30 gennaio 2011   |
| 541200 Komjádibéla      | 24 agosto 2008    |
| 541550 Schickbéla       | 30 agosto 2011    |
| 541565 Gucklerkároly    | 26 agosto 2011    |
| 541571 Schulekfrigyes   | 30 settembre 2011 |
| 541582 Tóthimre         | 4 ottobre 2011    |
| 541587 Paparó           | 1º ottobre 2011   |
| 541618 Magyaribéla      | 3 ottobre 2011    |
| 541627 Halmospál        | 2 ottobre 2011    |
| 541691 Ranschburg       | 5 ottobre 2011    |
| 541776 Oláhkatalin      | 7 novembre 2011   |
| 541982 Grendel          | 16 marzo 2012     |
| 541992 Lukácsbéla       | 27 marzo 2012     |
| 542026 Kaszásattila     | 24 marzo 2011     |
| 542246 Kulcsár          | 26 agosto 2008    |
| 542461 Slovinský        | 3 ottobre 2010    |
| 543198 Rastislavmráz    | 5 settembre 2013  |
| 543302 Hamvasbéla       | 4 dicembre 2013   |
| 543698 Miromesaroš      | 6 ottobre 2011    |
| 543914 Tessedik         | 15 marzo 2012     |
| 544309 Reuss            | 20 ottobre 2014   |
| 544541 Srholec          | 24 marzo 2011     |
| 544618 Bugátpál         | 29 ottobre 2014   |
| 544325 Péczbéla         | 4 dicembre 2010   |
| 545167 Bonfini          | 30 gennaio 2011   |
| 545561 Nesbø            | 26 agosto 2011    |
| 545784 Kelemenjános     | 18 ottobre 2011   |
| 546025 Ábrahámpéter     | 17 novembre 2011  |
| 546235 Kolbenheyer      | 28 ottobre 2010   |
| 546275 Kozák            | 30 ottobre 2010   |
| 546471 Szipál           | 1º novembre 2010  |
| 546498 Demjénferenc     | 31 ottobre 2010   |
| 546515 Almásy           | 31 ottobre 2010   |
| 547398 Turánpál         | 3 settembre 2010  |
| 547400 Szakcsilakatos   | 4 settembre 2010  |
| 547599 Virághalmy       | 12 ottobre 2010   |
| 547612 Károligáspár     | 11 ottobre 2010   |
| 547664 Ozdín            | 28 ottobre 2010   |
| 547705 Paálgyörgy       | 31 ottobre 2010   |
| 548690 Hazucha          | 28 ottobre 2010   |
| 549107 Hackitamás       | 31 gennaio 2011   |
| 549185 Herczeg          | 6 marzo 2011      |
| 549228 Labuda           | 24 marzo 2011     |
| 549229 Bánjános         | 24 marzo 2011     |
| 549663 Barczaszabolcs   | 10 agosto 2011    |
| 549744 Heimpál          | 25 settembre 2011 |
| 549961 Földesistván     | 23 novembre 2011  |
| 550083 Szécsényi-Nagy   | 31 dicembre 2011  |
| 551014 Gorman           | 18 ottobre 2012   |
| 551091 Flórferenc       | 22 ottobre 2012   |
| 552681 Sósvera          | 21 ottobre 2012   |
| 552748 Garasdezső       | 6 settembre 2010  |
| 552750 Valasek          | 6 settembre 2010  |
| 552847 Steinaurél       | 28 ottobre 2010   |
| 552855 Hoitsy           | 31 ottobre 2010   |
| 554704 Széppataki       | 23 ottobre 2012   |
| 554879 Kissgyula        | 2 ottobre 2011    |
| 553438 Bércziszaniszló  | 9 agosto 2011     |
| 554959 Lasica           | 4 dicembre 2010   |
| 555292 Bakels           | 31 ottobre 2013   |
| 558195 Eugengindl       | 28 settembre 2013 |
| 558398 Nagysándor       | 31 agosto 2013    |
| 560388 Normafa          | 21 ottobre 2012   |
| 560522 Gombaszögi       | 20 ottobre 2012   |
| 561911 Kézandor         | 1º novembre 2010  |
| 562446 Pilinszky        | 30 settembre 2014 |
| 562936 Bródyimre        | 3 settembre 2010  |
| 562979 Barabásmiklós    | 3 settembre 2010  |
| 563318 ten Kate         | 27 ottobre 2014   |
| 563716 Szinyeimersepál  | 31 ottobre 2013   |
| 564808 Pallai           | 26 agosto 2011    |
| 565780 Kopaszimre       | 4 ottobre 2011    |
| 566631 Svábhegy         | 1º novembre 2010  |
| 567010 Kanyósándor      | 7 marzo 2011      |
| 567490 Bánkyvilma       | 25 ottobre 2012   |
| 574506 Sopronilíceum    | 8 agosto 2004     |
| 574546 Kondorgusztáv    | 6 settembre 2010  |
| 574635 Jánossy          | 6 settembre 2010  |
| 574691 Horgerantal      | 31 ottobre 2010   |
| 575498 Lampérthgyula    | 5 ottobre 2011    |
| 576793 Károlyiamy       | 20 ottobre 2012   |
| 576870 Országlili       | 18 ottobre 2012   |
| 577754 Janačerbová      | 6 agosto 2013     |
| 577881 Pálinkáslibor    | 27 settembre 2013 |
| 578164 Rerrichbéla      | 1º dicembre 2013  |
| 578622 Fergezsuzsa      | 21 ottobre 2012   |
| 579513 Saselemér        | 1º novembre 2010  |
| 579724 Rómerflóris      | 18 marzo 2012     |
| 579785 Kepesgyula       | 7 ottobre 2010    |
| 580619 Harangiszabolcs  | 1 ottobre 2011    |
| 582910 Tormazsófia      | 17 novembre 2011  |
| 589718 Csopak           | 6 settembre 2010  |
| 589780 Ajka             | 7 ottobre 2010    |
| 589841 Strobl           | 28 ottobre 2010   |
| 589887 Fellnerjakab     | 31 ottobre 2010   |
| 590269 Steinberger      | 27 settembre 2011 |
| 591808 Dienesvaléria    | 20 ottobre 2012   |
| 592750 Seiichifujiwara  | 7 agosto 2013     |
| 600379 Csortosgyula     | 18 ottobre 2011   |
| 601036 Sassflóra        | 21 ottobre 2012   |
| 602922 Juhászgyula      | 30 settembre 2014 |
| 603021 Galyatető        | 31 dicembre 2011  |
| 603260 Jónáskároly      | 28 settembre 2013 |
| 605901 Montághimre]     | 31 dicembre 2000  |
| 612787 Haumannpéter     | 8 agosto 2004     |
| 622006 Vákárlajos       | 18 ottobre 2011   |
| 635057 Bangailona       | 21 ottobre 2012   |
| 635338 Pécsieszter      | 15 gennaio 2002   |
| 635771 Prahácsmargit    | 23 ottobre 2012   |
| 639292 Szabózoltán      | 23 agosto 2003    |
| 651370 Kolen            | 13 dicembre 2012  |
| 653564 Genersich        | 18 settembre 2003 |
| 669952 Kootker          | 21 febbraio 2013  |
| 677772 Bettonvil        | 18 ottobre 2012   |
| 679552 Efspringer       | 31 ottobre 2013   |